# Polaincourt-et-Clairefontaine
Polaincourt-et-Clairefontaine település Franciaországban, Haute-Saône megyében. Lakosainak száma 600 fő (2022. január 1.). Polaincourt-et-Clairefontaine Hurecourt, Anchenoncourt-et-Chazel, Contréglise, Melincourt, Montdoré, Ormoy, Saint-Rémy-en-Comté, Saponcourt és Senoncourt községekkel határos.

## Népesség
A település népességének változása:
| Lakosok száma | 782  | 736  | 746  | 734  | 696  | 658  | 620  | 609  | 600  |
|               | 2013 | 2015 | 2016 | 2017 | 2018 | 2019 | 2020 | 2021 | 2022 |